# Місто-герой Севастополь (монета)
«Мі́сто-геро́й Севасто́поль» — ювілейна монета номіналом 200 000 карбованців, випущена Національним банком України. Присвячена місту-герою Севастополю.
Монету було введено в обіг 23 серпня 1995 року. Вона належить до серії «Міста-герої України».

## Опис та характеристики монети
| Номінал карб. | Метал                 | Маса, грам | Діаметр, мм. | Якість виготовлення | Гурт     | Тираж, штук |
| ------------- | --------------------- | ---------- | ------------ | ------------------- | -------- | ----------- |
| 200 000       | мідно-нікелевий сплав | 14,35      | 33,0         | пруф-лайк           | рифлений | 75 000      |

### Аверс
На аверсі монети в центрі кола, утвореного намистовим узором, знаходиться зображення малого Державного Герба України в обрамленні з двох боків гілками калини. Над гербом розміщена дата 1995 — рік карбування монети, під гербом — у два рядки по колу напис «200000 КАРБОВАНЦІВ», який позначає номінальну вартість монети (число 200000 розміщено в розриві намистового узору). Між зовнішнім кантом і намистовим узором вгорі по колу напис «НАЦІОНАЛЬНИЙ БАНК УКРАЇНИ», відокремлений з двох боків від слова «КАРБОВАНЦІВ» розділовими позначками у вигляді ромбів.

### Реверс

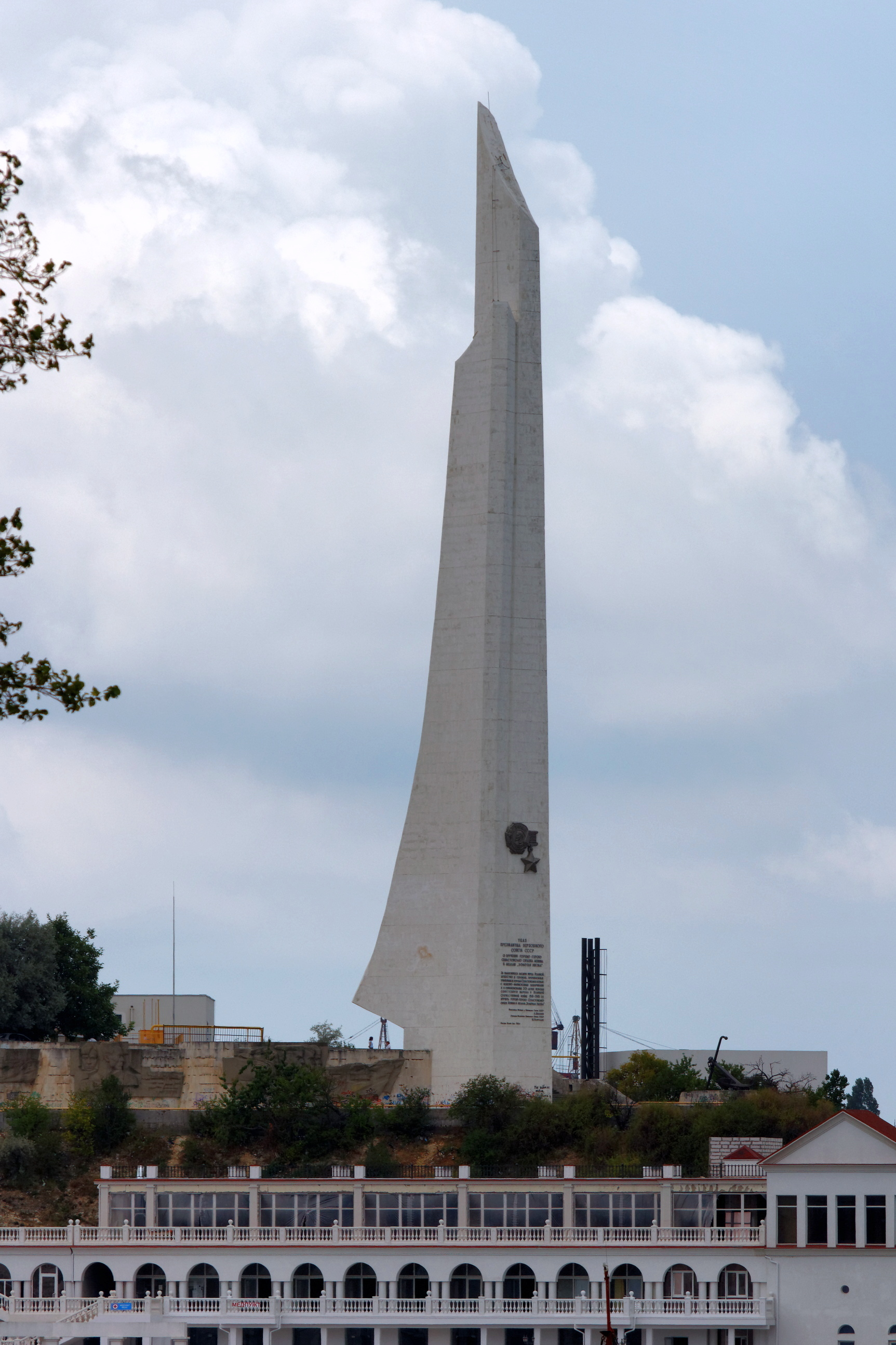
Меморіал «Багнет і вітрило»

На реверсі монети в центрі розміщено зображення обеліска місту-герою Севастополю, спорудженого на високому березі Північної бухти на честь подвигу воїнів Окремої Приморської армії, моряків-чорноморців, народних ополченців, винищувального і курсантського батальйонів, які протягом 250 днів — з листопада 1941 року до липня 1942 року — героїчно захищали місто від німецько-фашистських загарбників. Ліворуч від обеліска на фоні морських хвиль, на знак спадкоємності героїчних традицій міста, зображено пам'ятник кораблям, затопленим під час Севастопольської оборони 1854—1855 років. Праворуч зображені три ряди морських хвиль і над ними — силует сучасного військового корабля. По колу монети написи вгорі «МІСТО-ГЕРОЙ СЕВАСТОПОЛЬ», внизу під постаментом обеліска «1941 — 1945».

## Автори
- Художники: Олександр Івахненко (аверс), Анатолій Пономаренко (реверс).
- Скульптори: Олександр Хазов (аверс), Василь Никищенко (реверс).

## Вартість монети
Під час введення монети в обіг 1995 року, Національний банк України розповсюджував монету за її номінальною вартістю — 200000 карбованців.
Фактична приблизна вартість монети, з роками змінювалася так:
| Рік        | 2005 | 2006 | 2007 | 2008 | 2009 | 2010 | 2011 | 2012 | 2013 | 2014 | 2015 | 2016 | 2017 | 2018 | 2019 | 2020 | 2021 | 2022 | 2023 | 2024 | 2025 |
| ---------- | ---- | ---- | ---- | ---- | ---- | ---- | ---- | ---- | ---- | ---- | ---- | ---- | ---- | ---- | ---- | ---- | ---- | ---- | ---- | ---- | ---- |
| Ціна, грн. | 10   | 15   | 20   | 30   | 30   | 30   | 35   | 60   | 75   | 85   | 205  | 200  | 230  | 250  | 250  | 260  | 290  | 300  | 520  | 580  | 870  |